# Ribera Gómez
Ribera Gómez är en ort i Mexiko.   Den ligger i kommunen Palizada och delstaten Campeche, i den sydöstra delen av landet, 800 km öster om huvudstaden Mexico City. Ribera Gómez ligger 5 meter över havet och antalet invånare är 131.
Terrängen runt Ribera Gómez är mycket platt. Runt Ribera Gómez är det mycket glesbefolkat, med 3 invånare per kvadratkilometer. Närmaste större samhälle är Palizada, 10,9 km väster om Ribera Gómez. Trakten runt Ribera Gómez består till största delen av jordbruksmark.